# 彭占元

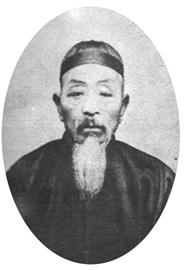

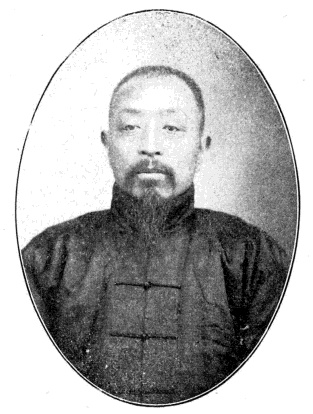
彭占元

彭占元（1870年—1942年），字青岑，又名东半，山东鄄城县彭楼镇彭楼村人。中国民主革命家，中华民国政治人物。

## 生平
彭占元是清朝廪生，1903年毕业于山东优级师范，随后留学日本，毕业于日本法政大学。在日本期间，他加入中国同盟会，任山东同盟会部长，曾为创立《民报》社捐款。
回到中国后，他创立普通中学。1909年，他当选山东谘议局议员，1910年他當选资政院议员。1911年辛亥革命爆发，他在山东响应。1911年11月13日，他当选山东独立会副会长，后被推举为各省都督府代表联合会代表，后任南京临时参议院议员，1913年当选民元国会中华民国众议院议员。1916年国会第一次恢复时，他仍任众议院议员。1917年，他任护法国会众议院议员，1922年国会第二次恢复时他再任众议院议员，后辞职回乡。此后他热心在家乡办教育。1935年7月，黄河自临濮董庄决口，他出面担任工赈队副总队长，主持大堤合龙。抗日战争期间，他拒绝日本人出山请求。1942年他在家乡去世，年72岁。